# Calyptrochaeta albescens
Calyptrochaeta albescens är en bladmossart som beskrevs av William Russell Buck 1987. Calyptrochaeta albescens ingår i släktet Calyptrochaeta och familjen Hookeriaceae. Inga underarter finns listade i Catalogue of Life.